# Martin Lewis Perl
Martin Lewis Perl (New York, 24 juni 1927 – Palo Alto, 30 september 2014) was een Amerikaans natuurkundige die in 1995 de helft van de Nobelprijs voor Natuurkunde ontving: "Voor experimenteel pioniersonderzoek naar leptonfysica" en specifiek "voor de ontdekking van het tau-lepton". De andere helft van de Nobelprijs ging naar Frederick Reines.

## Biografie
Perls ouders, Oscar Perl en Fay Resenthal, waren beiden Joodse vluchtelingen uit het Poolse gebied van Rusland. Op zijn zestiende in 1942 voltooide hij zijn middelbareschooltijd aan de James Madison High School in Brooklyn.
Omdat hij te jong was voor militaire dienst bij de landmacht  voer hij gedurende de Tweede Wereldoorlog op de koopvaardijvloot. In 1948 voltooide hij zijn studie, Chemical Engineering, aan het Brooklyn Polytechnic Institute. Daarna werkte hij van 1948 tot 1950 als scheikundig ingenieur bij General Electric in Schenectady. Daar had hij vooral met de productie van elektronenbuizen te doen en besloot op basis hiervan een natuurkundestudie te volgen.
In 1955 behaalde hij onder Isidor Isaac Rabi zijn Ph.D. kernfysica aan de Columbia-universiteit. Op advies van Rabi schakelde Perl over naar de elementaire deeltjesfysica en ging in 1955 als instructeur naar de universiteit van Michigan. Hier kwam hij terecht in de onderzoeksgroep van Donald Glaser, uitvinder van het bellenvat. Het grootste deel van zijn leven bleef hij werkzaam aan de universiteit van Michigan en het Stanford Linear Accelerator Center (SLAC). Sinds 2004 was hij met emeritaat. Perl overleed op 87-jarige leeftijd.

## Werk
Toen Perl begin jaren 1960 zijn onderzoek bij Stanford begon waren bij fysici slechts vier leptonen bekend: elektron, muon en hun bijbehorende neutrino's.  Leptonen zijn, in tegenstelling tot hadronen zoals het proton, werkelijk puntvormige elementaire deeltjes, die op elkaar inwerken door de zwakke kernkracht. In 1975 ontdekte Perl in de Stanford Positron Electron Asymmetric Ring (SPEAR) van het SLAC volkomen onverwacht het tauon of tau-lepton (τ), het zwaarste lepton met een massa groter dan die van het proton en het eerste lid van de derde generatie quark-leptonfamilie. Pas in 2000 werd het bijbehorende tau-neutrino ontdekt. Meer smaken leptonen zijn er niet.
Perls ontdekking had een belangrijke theoretische implicatie. De vier eerder bekende leptonen waren verbonden met de vier bekende quarks. De ontdekking van een nieuwe lepton betekende dat de symmetrie alleen kan worden gehandhaafd door het bestaan van een nieuwe quark. Deze voorspelling werd bevestigd in 1977 toen Leon Lederman het upsilon-deeltje ontdekte. Samen met Lederman werd Perl in 1982 onderscheiden met de Wolfprijs. In 2009 ontving hij een eredoctoraat van de Universiteit van Belgrado.